# Viktor Boone
Viktor Boone (Gent, 25 januari 1998) is een Belgisch voetballer die op de positie van centrale verdediger speelt. Sinds medio 2024 staat hij onder contract bij K Lierse SK.

## Carrière
Boone begon met voetballen bij KVV Sint-Denijs Sport. Vanaf de U7 begon hij te voetballen bij KAA Gent. Hij ruilde de beloften van KAA Gent in 2017 in voor amateurclub KFC Sparta Petegem. Een jaar later stapte hij over naar KMSK Deinze, dat toen uitkwam in de Eerste klasse Amateurs, het op twee na hoogste niveau in België. Boone wist er vrijwel meteen een basisplaats af te dwingen. In het seizoen 2019/20 werd de promotie naar Eerste klasse B afgedwongen. In het voorjaar van 2022 raakte bekend dat Boone na afloop van het seizoen 2021/22 de overstap zal maken naar eersteklasser Union Saint-Gilles. In seizoen 2023/24 werd hij verhuurd aan Lierse Kempenzonen. Vanaf het seizoen 2024-25 speelt hij voor K Lierse SK contract tot medio 2026.

## Clubstatistieken
| Seizoen | Club              | Land            | Competitie             | Competitie | Competitie | Beker | Beker | Europees | Europees | Totaal | Totaal |
| Seizoen | Club              | Land            | Competitie             | Wed.       | Dlp.       | Wed.  | Dlp.  | Wed.     | Dlp.     | Wed.   | Dlp.   |
| ------- | ----------------- | --------------- | ---------------------- | ---------- | ---------- | ----- | ----- | -------- | -------- | ------ | ------ |
| 2018/19 | KMSK Deinze       | Vlag van België | Eerste klasse amateurs | 32         | 1          | 3     | 0     | —        | —        | 35     | 0      |
| 2019/20 | KMSK Deinze       | Vlag van België | Eerste klasse amateurs | 22         | 0          | 0     | 0     | —        | —        | 22     | 0      |
| 2020/21 | KMSK Deinze       | Vlag van België | Eerste klasse B        | 8          | 0          | 0     | 0     | —        | —        | 8      | 0      |
| 2021/22 | KMSK Deinze       | Vlag van België | Eerste klasse B        | 24         | 1          | 2     | 0     | —        | —        | 26     | 1      |
| 2022/23 | Union Sint-Gillis | Vlag van België | Eerste klasse A        | 1          | 0          | 1     | 0     | —        | —        | 2      | 0      |
| 2023/24 | Union Sint-Gillis | Vlag van België | Eerste klasse A        | 0          | 0          | 0     | 0     | —        | —        | 0      | 0      |
| 2024/25 | K Lierse SK       | Vlag van België | Eerste klasse B        |            |            |       |       |          |          |        |        |
| Totaal  | Totaal            | Totaal          | Totaal                 | 87         | 2          | 6     | 0     | 0        | 0        | 93     | 2      |

 Bijgewerkt tot 8 maart 2022

## Familie
Zijn vader Nico Boone speelde in het seizoen 1998/99 eersteklassevoetbal met KV Kortrijk. In 2002 dwong hij met RAEC Bergen promotie af naar Eerste klasse, maar hij koos toen voor een overstap naar KSK Ronse.